# University of Connecticut School of Law
University of Connecticut School of Law (allmänt känt som UConn Law) är den enda offentligt ägda juridiska fakulteten i Connecticut och en av endast två i New England. Fakulteten rankades nyligen på delad 52:a plats av 190 fakulteter i USA ackrediterade av American Bar Association av U.S. News & World Report och 33:e totalt i 2009 års Judging the Law Schools rankning. Den juridiska fakulteten ligger i Hartford, Connecticut, fast huvudcampuset för University of Connecticut ligger i Storrs.

## Bakgrund
Fakulteten grundades 1921, är ackrediterad av American Bar Association och är medlem av Association of American Law Schools. Dess campus finns med i National Register of Historic Places. Campuset har byggnader i gotisk stil, de flesta byggda  1925 (förutom biblioteket, som blev klart 1996). Det var säte för Hartford Seminary fram till 1981. Det nyligen byggda biblioteket är ett av de största för en juridisk fakultet i USA. Campuset ligger omkring tre kilometer från centrala Hartford i ett område med stora villor i viktoriansk stil, där många av studenterna, staben och lärarna bor. Det ligger bara några minuters färd från delstatens parlament, domstolar och förvaltningsmyndigheter och Hartfords advokatbyråer och företag.

## Historia

### Privat högskola
George William Lillard och hans fru Caroline Eiermann Lillard grundade Hartford College of Law. När denna högskola öppnade den 25 oktober 1921 var den inte ackrediterad och studenterna skulle få ett certifikat när de var klara med sina studier. Fakulteten bestod av James E. Rhodes, Allan K. Smith, John J. Burke, James W. Knox och Roger Wolcott Davis. Kvällskurser hölls i hyrda lokaler hos Hartford Wire Works på 94 Allyn Street i Hartford.  
I februari 1921 flyttade högskolan till Hartford Life Insurance Company Building i hörnet av Asylum Street och Ann Street. Andra året hölls utbildningen på översta våningen hos Hartford-Connecticut Trust Company i hörnet av Main Street och Pearl Street.  
Den första examinationen 1924 bestod bara av sex studenter. J. Agnes Burns '24 var den första som antogs till Connecticuts advokatsamfund och den första kvinnan som pläderade för Connecticut Supreme Court of Errors, den 4 mars 1925. 
I juli 1925 beslutade Connecticuts parlament om särskilda regler för högskolan enligt en särskild lag som en privat högskola. Året därpå flyttade högskolan till Graybar building på 51 Chapel Street i Hartford. Paret Lillard överlät 1933 alla sina finansiella intressen i företaget till en stiftelse. Den 18 september det året godkändes högskolan av American Bar Association och blev ackrediterad av Connecticuts advokatsamfunds examinationskommitté.  
Regelverket ändrades 1934 så att högskolan kunde organiseras som ett ideellt utbildningsbolag. Högskolan lyckades 1940 för första gången köpa mark, på 39 Woodland Street, där den skulle komma att bli kvar i tjugofyra år.  

### Del av University of Connecticut
Den 1 juni 1943 beslutade Connecticuts parlament om att University of Connecticut skulle få hyra det som nu hette College of Law and Insurance och den 1 september 1948 gav stiftelsens styrelse ett dokument som överlämnade högskolan till universitetets direktör Jorgensen.
År 1947 började Board of Student Editors bidra till tidskriften Connecticut Bar Journal, publicerad av delstatens advokatsamfund. Tolv år senare blev Board of Student Editors i stället Connecticut Law Review och fortsatte att skriva en del av Connecticut Bar Journal.  År 1968 meddelade dekanus Howard Sacks att Connecticut Law Review skulle bli en självständig tidskrift. Sedan har också Connecticut Journal of International Law (1985), Connecticut Insurance Law Journal (1995) och Connecticut Public Interest Law Journal (2000) börjat ges ut. 
År 1960 bildades Student Bar Association (SBA). Den bildades för att administrera hederskodexen, stödja fakultetens deltagande i National Moot Court Competition, planera sociala och informella utbildningsaktiviteter och delta i regionala och nationella konferenser som American Law Student Association håller. Det finns även andra studentföreringar vid campus.
Den 1 maj 1964 invigdes den nya byggnaden på Trout Brook Drive i West Hartford, dit fakulteten flyttades. Dekanus Hopkins tog emot byggnaden, som hade faciliteter utformade för en juridisk fakultet för första gången i dess historia. År 1966 etablerades en National Moot Court Competition på campus och samma år började deltagandet i den prestigefyllda Phillip C. Jessup International Law Moot Competition.
Den 1 juni 1978 beviljade guvernör Ella T. Grasso $6 miljoner för inköp och renovering av det 11,1 hektar stora campuset som dittills hade tillhört Hartford Seminary. Detta campus inkluderar sex byggnader i gotisk stil, ritade av Charles Coffen och byggda 1922-1926. Flytten till detta campus skulle inte komma att ske förrän 1984 under dekanus Phillip I. Blumberg.  
Fakulteten firade sin 75-årsdag 1996 och öppnade ett nytt juridiskt bibliotek med tal av domaren Stephen Breyer.

## De akademiska studierna

### Klinisk utbildning
Klinisk utbildning tillhandahålls, men är inte obligatorisk. Studenterna har möjlighet att delta i klinisk utbildning efter sitt första år. Följande kliniska utbildningar fanns för läsåret 2007-2008:
- Asylrätt och mänskliga rättigheter
- Skatt
- Brottmålsrättegång
- Överklagande i brottmål
- Medling
- Immaterialrätt

Alla studenter kan också få poäng för arbete utanför fakulteten. Sådana platser är tillgängliga bland annat inom hälsorätt, miljörätt och kvinnors rättigheter. Det är även möjligt att få platser i Connecticuts parlament och med domare i delstatliga och federala domstolar. Det är också möjligt att få plats vid de två ideella byråer som ligger på campus: Center for Children's Advocacy och Connecticut Urban Legal Initiative.

### Certifikat
UConn Law kan ge certifikat i följande ämnen:
- Immaterialrätt
- Skattestudier
- Lag & politik
- Mänskliga rättigheter

### Magisterprogram
- Försäkringsrätt
- Amerikanska juridiska studier

## Bibliotek
Biblioteket öppnades 1996 och innehåller mer än 450 000 volymer i en byggnad på över 11 000 m&supp;2, vilket gör det till ett av de största juridiska biblioteken i USA. Det finns 400 individuella studieplatser, 14 studierum, datorsalar, ett centrum för ovanliga böcker och manuskript, en studentsal, tidskriftssalar och mer än 21 000 m bokhyllor. Samlingarna innehåller federala och delstatliga lagar, domar och andra primärkällor. Det finns stora samlingar material om internationell rätt, federala regeringspublikationer och samlingar i försäkringsrätt. En renovering av biblioteket var planerad att bli klar i juni 2009.

## Alumner
| Politiker/offentlig förvaltning - Joe Courtney - Chris Murphy | - Kevin Sullivan |

## Dekaner
1. 1933-1934   Thomas A. Larremore
2. 1934-1942   Edward Graham Biard
3. 1942-1946   Laurence J. Ackerman
4. 1946-1966   Dr. Bert Earl Hopkins
5. 1967        Cornelius J. Scanlon
6. 1967-1972   Howard R. Sacks
7. 1972-1974   Francis C. Cady
8. 1974-1984   Phillip I. Blumberg
9. 1984-1990   George Schatzki
10. 1990-2000   Hugh C. MacGill
11. 2000-2006   Nell Jessup Newton
12. 2006-2007   Kurt Strasser (interimistiskt)
13. 2007-       Jeremy Paul

## Tidskrifter
Fyra juridiska tidskrifter ges ut på campus: Connecticut Law Review, Connecticut Public Interest Law Journal, Connecticut Insurance Law Journal och Connecticut Journal of International Law.

## Statistik
Profil för avgångsklassen 2010
- Ansökningar	2 852
- Andel antagna	17%
- Förstaårsstudenter	230
- Totalt antal J.D.studenter	621
- Kvinnor	50%
- Minoriteter	23%
- Medianbetyg LSAT    162
- Medianbetyg GPA     3,46
- Genomsnittlig ålder	25